# Зухайр
Зухайр (Зухайр ас-Саклаби; араб. زهير الصقلبي‎; погиб в 1038) — правитель тайфы Альмерии (1028—1038), принадлежал к сакалиба.

## Биография

### На службе
О Зухайре известно, что он служил аль-Мансуру. Ибн ал-Хатиб называл его в числе «великих фата».
Зухайр входил в окружение Хайрана, правителя тайфы Альмерии. В 1016 году вместе с ним он оказался в Кордове. После того, как между халифом Али и Хайраном обострились отношения, Зухайр помог правителю Альмерии бежать от посланной погони. В благодарность за это Хайран сделал Зухайра наместником Мурсии. В 1018 году халиф Касим Хаммудид, проводивший иную, чем его брат Али политику по отношению к укрепившимся на востоке Андалусии правителям, дал Зухайру ас-Саклаби, Хаэн, Калатраву и Баэсу.
Перед своей смертью Хайран вызвал к себе из Мурсии в Альмерию Зухайра и в присутствии визиря Ибн ал-Аббаса назначил его своим преемником. 1 июля 1028 года Зухайр стал правителем тайфы Альмерия.

### Правитель Альмерии
Владения Зухайра были обширны — границы тайфы достигли на короткое время Гранады, Кордовы и Толедо.
В 1034 году Зухайр попытался овладеть Кордовой. 14 июля он взял город, но из-за вспыхнувшего конфликта с правившими в Севилье Аббадидами (у которых находился человек, выдававший себя за халифа Хишама III) был вынужден его покинуть в 1035 году. Созданная при участии Зухайра антиаббадидская коалиция распалась. Другой её участник, правитель Гранады, также стал врагом Зухайра. Зухайр предпринял против них поход.
Эмир Гранады Бадис, решив, что войны не избежать, 4 августа 1038 года напал на лагерь Зухайра. Застигнутый врасплох, правитель Альмерии пытался сопротивляться. Отборный отряд (состоявший из сакалиба и верных воинов) его войска под командованием Хузайла ас-Саклаби (по предположению Мишина, вероятного преемника Зухайра) был отправлен навстречу гранадцам.
В битве погибли Зухайр, Хузайла и много сакалиба. После этого поражения владения Зухайра были разделены между соседями, что значительно снизило роль сакалиба в Аль-Андалусе.

### Внутренняя политика
Зухайр расширил городскую мечеть в Альмерии, построил мечеть в Баджджана и включил в пределы Альмерии пригород Мусалью.